# Zeeheld

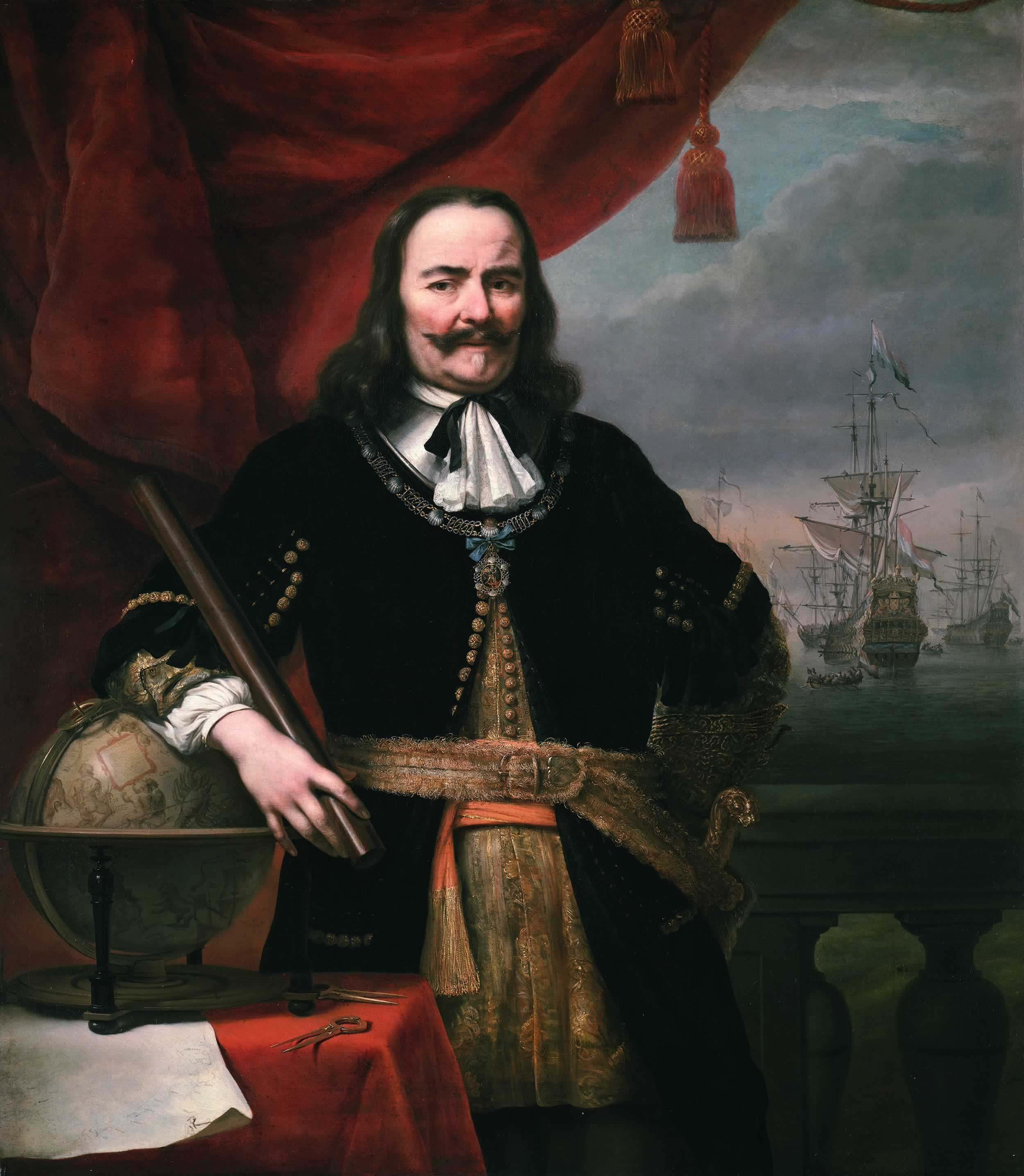
Michiel de Ruyter door Ferdinand Bol in 1667

Een zeeheld is een held die zijn status te danken heeft aan zijn verdiensten tijdens oorlogshandelingen op zee.

## Oudheid
In de Oudheid was het verschijnsel zeeheld onbekend. De activiteiten van de marine werden niet in tegenstelling gezien tot de gevechtshandelingen op het land; hoewel de Grieken en Romeinen vele helden kenden, waren die niet speciaal als zeeheld bekend, ook al werd er tussen de Griekse stadstaten onderling en tussen deze en Perzië menige slag ter zee uitgevochten en besliste Rome zijn Punische oorlogen tegen Carthago mede door zulke zeeslagen.

## Vroegmoderne tijd
Van echte zeehelden is eerst sprake door de ontwikkeling in de zestiende eeuw van de Europese zeehandel op lange afstand naar Amerika en Azië. Die leidde tot conflicten tussen Europese staten van een voornamelijk maritiem karakter; en de gigantische winsten die met die handel konden worden geboekt deed de betrokkenheid van de bevolking met de uitkomst van zo'n conflict enorm toenemen; zij waren de basis voor de bloei van de Europese beschaving in die periode.
De eerste twee landen die een koloniaal imperium opbouwden, Portugal en Spanje, bleven echter zo veel mogelijk uit elkaars vaarwater, zodat zij nog geen zeehelden kenden, alleen ontdekkingsreizigers. Ook was het commando meestal in handen van hoge edellieden, waarmee de bevolking zich slecht kon identificeren. Op het eind van de zestiende eeuw echter kwamen nieuwe zeemachten op: Engeland en de Republiek der Zeven Verenigde Nederlanden. Die begonnen hun handel en macht uit te breiden ten koste van Portugal en Spanje, wat eigenlijk een permanente oorlogssituatie veroorzaakte die een marineofficier uitstekende kansen bood zijn roem te vestigen. Die officieren waren daarbij in toenemende mate van burgerlijke afkomst en zo de ideale helden van zowel de gegoede burgerij als van degenen die daar graag toe zouden behoren — en juist een carrière in de zeevaart was de snelste route voor iemand van eenvoudige afkomst om zich op te werken, zoals tegenwoordig geldt bij de sportheld.

### Tachtigjarige Oorlog
Al die factoren waren het sterkst in de Republiek aanwezig: het meest verburgerlijkte land van de wereld dat in opstand was tegen Spanje en dus een mooi excuus had om de wereldhandel van Spanje en Portugal, tot 1640 in unie met Spanje verenigd, over te nemen. Het toeval wilde dat er in de kleine Republiek vijf admiraliteiten aanwezig waren, dus aan vlagofficieren was geen gebrek. De zeeheld werd zo bij uitstek een Nederlands fenomeen; de strijd werd door de Spanjaarden en Portugezen immers ook meestal verloren dus dat leverde aan hun kant geen helden op.
De eerste Nederlandse admiraals die als een held werden binnengehaald hadden hun roem dan ook te danken aan de strijd tegen Spanje: Jacob van Heemskerck, Piet Hein en Maarten Tromp. Hun viel een ware heldenverering ten deel die zich uitte in publieke huldigingen, lofdichten en eretekens. Die roem was respectievelijk te danken aan een heldendood (Heemskerck sneuvelde overwinnend bij Gibraltar), groot financieel gewin (de zilvervloot die Hein won), en de redding uit vermeend gevaar toen Tromp in de Slag bij Duins een Spaanse armada vernietigend versloeg. Zoiets had ook de eerste Engelse zeeheld opgeleverd: Francis Drake die dé Spaanse Armada versloeg. De cultus rond Tromp was zo groot dat zijn collega Witte de With er jaloers van werd. Gesneuvelde admiraals kregen nu een duur praalgraf.

### Engelse oorlogen
In het midden van de zeventiende eeuw probeerde Engeland op zijn beurt de positie van de Republiek gewapenderhand over te nemen met de drie eerste Engels-Nederlandse Oorlogen als gevolg. Die leverden aan Nederlands zijde een zeer groot aantal zeehelden op, ten dele doordat het aantal vlagofficieren door een ware "ranginflatie" nog eens flink toenam. Het feit dat Nederland zich moest verdedigen, en dus een "rechtvaardige oorlog" voerde waar de zegen van de Heer wel op móést rusten, ondervond men als bij uitstek heroïsch. Men kon nu ook door nederlagen zeeheld worden, zoals Cornelis Tromp tot zijn grote genoegen overkwam in de Slag bij Lowestoft; aan de andere kant kon men nu door falen ook de publieksgunst weer kwijtraken, wat zijn vader Maarten tijdelijk ondervond in 1652. Het hele volk leefde met de gebeurtenissen mee en politieke tegenstellingen werden duidelijk in de keuze voor een favoriete held. Zo was Cornelis Tromp de held van de massa; Michiel Adriaanszoon de Ruyter de favoriet van de regenten. Hoewel de Engelsen zeker niet minder overwinningen boekten dan de Nederlanders, leven de Engelse admiraals uit die periode niet echt in het Britse historische bewustzijn. Dat komt ten dele doordat men die vooral kent door de meest vernederende Engelse maritieme nederlaag, de Tocht naar Chatham; een andere oorzaak is het feit dat, hoewel de massa en de adel op buit belust waren, de Engelse burgerij zich toch wat gêneerde voor die onbeschaamde drang de rijkere buren te beroven. Algemeen zag men in burgerlijke kringen de Grote brand van Londen als een straf voor die zonde. De naam van admiraal Robert Blake is wel bekend, maar dat is voornamelijk wegens zijn bijdrage aan de ontwikkeling van de zeetactiek.

### Frankrijk
Na 1673 ging er een periode van samenwerking tussen de "Maritieme Machten" in. Willem III van Oranje-Nassau, na 1688 heerser over beide landen, probeerde de heldencultus zo veel mogelijk te temperen: praalgraven raakten uit de mode, penningen moesten algemene onderwerpen tonen maar niet de kop van de zeeheld zelf. In die tijd kwam Frankrijk op als nieuwe zeemacht en dat leverde meteen de eerste Franse zeeheld op: de Duinkerker kaper Jean Bart (de Vlaming Jan Bart) die het Franse volk redde van de hongersnood door herovering van een korenvloot.

### Britse hegemonie
Gedurende de achttiende eeuw waren er eerst vrij weinig grote zeeconflicten. Bij de Vierde Engels-Nederlandse Oorlog probeerden de Nederlanders Jan van Kinsbergen nog als held naar voren te schuiven maar dat was een mislukte poging vergane glorie te doen herleven. Pas de napoleontische periode leverde weer een aansprekende held op wereldniveau op: Horatio Nelson. Zijn overwinning bij Trafalgar in 1805 markeerde het begin van een lange periode waarin Britannia inderdaad de 'golven regeerde' en niemand de Britse marine ter zee durfde uit te dagen. Tot aan 1916 kreeg geen enkele Britse bevelhebber ter zee de kans zich te bewijzen in een grote zeeslag.

## Moderne Tijd
Het tijdperk van de levende zeehelden was daarmee voorbij, want door de technologische ontwikkelingen aan het eind van die eeuw was het begrip zeeheld op de moderne admiraals eigenlijk niet meer toepasbaar: de uitkomst van een zeeslag hing niet meer af van de moed of zelfs het inzicht van een enkel individu. Strategie was een kwestie van stafwerk geworden. Ook kwamen er nu vele andere mogelijkheden voor sociale mobiliteit, zodat de zeeheld geen identificatie meer opriep. Des te sterker echter gingen zeehelden een rol spelen in de romantische beleving van het negentiende-eeuwse nationalisme. De helden uit het verleden viel nu een nog grotere en massalere verering ten deel dan toen ze nog leefden. Ieder land met een kustlijn moest een zeeheld hebben en als die niet te vinden was dan eigende men zich die van andere landen maar toe: zo werd Michiel de Ruyter als (Neder)duitse zeeheld vereerd en Koert Adelaer is nu een Noorse, Arend Dickmann een Poolse zeeheld.

## Top-40 van Nederlandse zeehelden uit de zeventiende eeuw
Marinehistoricus Prud'homme van Reine geeft de volgende "top-40" van Nederlandse zeventiende-eeuwse zeehelden gebaseerd op het aantal verschillende prenten dat per held gepubliceerd is (bij ex aequo is de grootte van het praalgraf of het aantal lofdichten bepalend):
1. Michiel Adriaanszoon de Ruyter - 45
2. Maarten Harpertszoon Tromp - 44
3. Cornelis Tromp - 31
4. Pieter Pietersen Heijn - 21
5. Witte Corneliszoon de With - 21
6. Jacob van Wassenaer Obdam - 18
7. Jan van Galen - 17
8. Johan Evertsen de Oude - 16
9. Jacob van Heemskerck - 10
10. Pieter Florisse - 9
11. Aert Jansse van Nes - 9
12. Adriaen Banckert - 8
13. Cornelis Evertsen de Oude - 7
14. Willem Joseph van Ghent - 6
15. Egbert Bartolomeusz Kortenaer - 6
16. Abraham van der Hulst - 6
17. Hendrick Lonck - 6
18. Tjerk Hiddes de Vries - 5
19. Isaac Sweers - 4
20. Gerard Callenburgh - 4
21. Gilles Schey - 4
22. Auke Stellingwerf - 4
23. Jan Meppel - 4
24. Cornelis Jansz de Haen - 3
25. Cornelis Evertsen de Jongste - 3
26. David Vlugh - 3
27. Joost van Trappen Banckert - 3
28. Filips van Dorp - 3
29. Cornelis Evertsen de Jonge - 2
30. Geleyn Evertsen - 2
31. Joos de Moor - 2
32. Filips van Almonde - 1
33. Willem van der Zaen - 1
34. Jan van Brakel - 1
35. Johan de Liefde - 1
36. Willem Bastiaensz Schepers - 1
37. Volckert Schram - 1
38. Engel de Ruyter - 1
39. Jan Jansse van Nes - 1
40. Govert 't Hoen - 1